# Brian Delate
Brian Delate (Trenton (New Jersey), 8 april 1949) is een Amerikaans acteur, filmproducent, filmregisseur en scenarioschrijver.

## Biografie
Delate werd geboren in Trenton maar groeide op in Bucks County. Hij heeft gestudeerd aan de Rider University in Lawrenceville (New Jersey) waar hij zijn bachelor of fine arts haalde. 
Delate begon in 1988 met acteren in de film C.A.T. Squad: Python Wolf. Hierna heeft hij nog meerdere rollen gespeeld in films en televisieseries zoals The Shawshank Redemption (1994), The Truman Show (1998), Far from Heaven (2002), Law & Order (1993-2004), Rent (2005) en The Brave One (2007).
Delate is ook actief als filmproducent, filmregisseur en scenarioschrijver, in deze functies is hij verantwoordelijk voor de film Soldier's Heart (2008).
Delate is getrouwd en heeft hieruit een dochter, en woont nu met zijn gezin in New York en Pennsylvania.

## Filmografie

### Films
Uitgezonderd korte films.
- 2021 This Is Not a War Story - als Ed
- 2018 ReRUN - als mr. Blue
- 2011 The Orphan Killer – als John
- 2011 Wilde Salome – als tweede soldaat
- 2010 Nice Guy Johnny – als Frank
- 2008 Soldier's Heart – als Richie
- 2007 The Brave One – als rechercheur O'Conner
- 2006 The Favor – als rechercheur Stewart
- 2006 Fireflies – als Tony
- 2006 My Brother – als mr. Roland
- 2005 Rent – als politieagent
- 2005 Searching for Bobby D – als officier Richard
- 2004 American Wake – als Henry
- 2002 Far from Heaven – als officier
- 2002 Ash Wednesday – als George Cullen
- 2002 Noon Blue Apples – als pastoor Plantard
- 2001 Buffalo Soldiers – als kolonel Marshall
- 2001 Lonesome – als Richard
- 2001 Wendigo – als Everett
- 1998 The Truman Show – als vader van Truman
- 1997 Home Before Dark – als Martin James
- 1996 The Prosecutors – als rechter Silverman
- 1995 Sudden Death – als Blair
- 1994 The Shawshank Redemption – als bewaker Dekins
- 1990 Reversal of Fortune – als juryvoorzitter
- 1989 Jacknife – als Briggs
- 1988 C.A.T. Squad: Python Wolf – als ??

### Televisieseries
Uitgezonderd eenmalige gastrollen.
- 2014 The Comeback - als Ron Wesson - 5 afl.
- 1995 New York Undercover – als sergeant Hobson – 3 afl.

- International Standard Name Identifier: 0000 0001 1261 6855
- Library of Congress Control Number: no2011006146
- Virtual International Authority File: 164166096
- WorldCat: E39PBJgd7fWjWtmBkQjXpm6qcP